# Anders Wejryd
Anders Harald Wejryd, född 8 augusti 1948 i Falköping, är en svensk ärkebiskop emeritus. Från 1995 till 2006 var han biskop i Växjö stift och från 2006 till 2014 var han ärkebiskop i Uppsala stift i Svenska kyrkan.

## Biografi
Anders Wejryd är son till komministern, teologie doktor Harald Wejryd och adjunkten Birgitta Wejryd, född Lahger. Han är gift med den tidigare gymnasiechefen Kajsa Wejryd, född Malmfors, och makarna har tre barn, födda 1973, 1976 och 1978. Hans syster, professor Cecilia Wejryd, är också präst. 

## Karriär
Wejryd prästvigdes tredje söndagen i advent år 1972 av biskop Sven Silén för tjänst i Västerås stift. Han har varit kyrkoherde i Munktorps pastorat 1976–1985 samt i Arboga pastorat 1985–1987. I den senare tjänsten var han även kontraktsprost i Köpings-Arboga kontrakt. Han utsågs 1987 till direktor för Ersta diakonisällskap i Stockholm och 1995 till biskop i Växjö stift. Han biskopsvigdes av ärkebiskop Gunnar Weman.
Den 29 augusti 2006 mottogs Wejryd som den 69:e ärkebiskopen av Uppsala. Mottagningsgudstjänsten leddes av biskop Claes-Bertil Ytterberg i egenskap av den biskop som varit längst i tjänst vid den tidpunkten. Anders Wejryd valdes i den andra valomgången, där motkandidaten var biskop Ragnar Persenius, med röstsiffrorna 176 mot 127. Han är den förste ärkebiskop som Svenska kyrkan utsett helt på egen hand. Tidigare var ordningen att regeringen utnämnde en av de tre kandidater som fått flest röster i biskopsvalet.
Som ärkebiskop tog Anders Wejryd initiativ till Interfaith Climate Summit, ett interreligiöst möte med företrädare för olika religioner om jordens klimat. Det hölls i Uppsala i november 2008. Att från olika håll samlas kring klimatfrågorna fick brett stöd. 
Som ordförande i kyrkostyrelsen och dess arbetsutskott samt i biskopsmötet och kyrkomötets läronämnd har Wejryd också agerat för vigslar för par av samma kön.

## Uppdrag
Wejryd var ledamot av Sveriges Elevråds Centralorganisations centralstyrelse 1964–1968 och under denna tid även ordförande för Nordiskt Elevforum.
Wejryd var officiant vid vigseln mellan kronprinsessan Victoria och Daniel Westling 2010 och vid dopet av prinsessan Estelle 2012. Han döpte även prinsessan Leonore i juni 2014 liksom prins Gabriel i december 2017.
Wejryd har varit ordförande i Svenska kyrkans Press-AB (Kyrkans Tidning) 1997–2002, i styrelsen för S:t Lukas psykoterapiutbildning och själavårdsmottagningar 1993–1998, i Svenska kyrkans nämnd för internationell diakoni med Lutherhjälpen 1998–2002 och tillhörde Lutherhjälpens styrelse 1970–1980. Han var delegat för Svenska kyrkan vid Lutherska världsförbundets generalförsamlingar 1970, 2003 och 2010 samt vid Kyrkornas världsråds generalförsamlingar 1975, 2006 och 2013. Han har varit ledamot av Kyrkornas världsråds centralkommitté och dess exekutivkommitté och var Europapresident för Kyrkornas världsråd 2013-2022. Han är ledamot av styrelsen för Bräcke diakoni, ordförande i stiftelsen Andreas Ands minne samt tidigare hedersordförande för Religions for Peace och tidigare ordförande i styrelsen för Augusta Victoriasjukhuset i Jerusalem.

## Utmärkelser och ledamotskap
- H. M. Konungens medalj i guld av 12:e storleken med kedja (Kon:sGM12mkedja, 2014)
- Ledamot av Nathan Söderblom-sällskapet (LNSS)

Därutöver var han 1995–2006 ledamot och under några år preses i Smålands akademi; och är sedan dess akademins hedersledamot. Han är ledamot av Samfundet Pro Fide et Christianismo, av Kungl. Patriotiska Sällskapet och av Societas Intellectualis Seniorum Upsaliensis, hedersledamot av Kalmar, Smålands, Uplands och Västmanlands-Dala nationer i Uppsala.